# Havelland

Mapa do distrito de Havelland

Havelland é um distrito (kreis ou landkreis) da Alemanha localizado no estado de Brandemburgo.

## Cidades e municípios
| Cidades (livres) | Ämter - associações municipais |                                                                                               |
| 1. Falkensee 2. Ketzin 3. Nauen 4. Premnitz 5. Rathenow Municípios (livres) 1. Brieselang 2. Dallgow-Döberitz 3. Milower Land 4. Schönwalde-Glien 5. Wustermark | 1. Friesack 1. Friesack1, 2 2. Mühlenberge 3. Paulinenaue 4. Pessin 5. Retzow 6. Wiesenaue 2. Nennhausen 1. Kotzen 2. Märkisch Luch 3. Nennhausen1 4. Stechow-Ferchesar | 3. Rhinow 1. Gollenberg 2. Großderschau 3. Havelaue 4. Kleßen-Görne 5. Rhinow1, 2 6. Seeblick |
| 1sede do Amt; 2cidade | |                                                                                               |